# Figürliche Sänften in Ghana
Figürliche Sänften in Ghana, auch Palanquins oder auf Ga akpakai genannt, sind eine von der Volksgruppe der Ga in der Region von Greater Accra verwendete und von deren Sargkünstlern hergestellte Sonderform der bekannten boots- oder stuhlförmige Sänften, die im Süden Ghanas insbesondere von den Akan-Gesellschaften verwendet werden. Wie die bootsförmigen Akan-Sänften gehören auch die figürlichen Sänften zu den königlichen Insignien, in denen sich die Oberhäupter bei öffentlichen Prozessionen hoch erhoben tragen lassen.

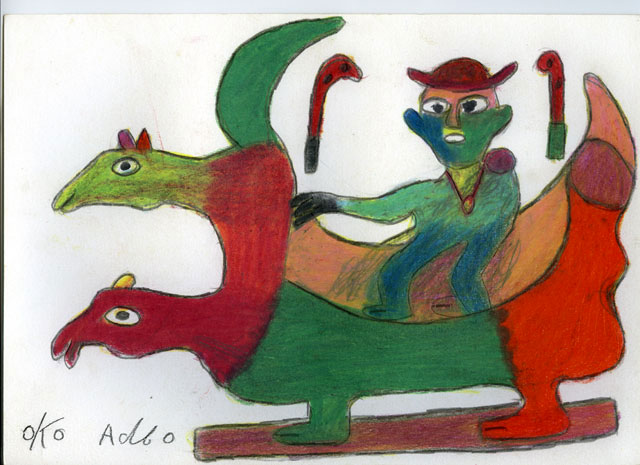
Figürliche Sänfte gezeichnet von Ataa Oko 2009

## Bedeutung der figürlichen Sänften

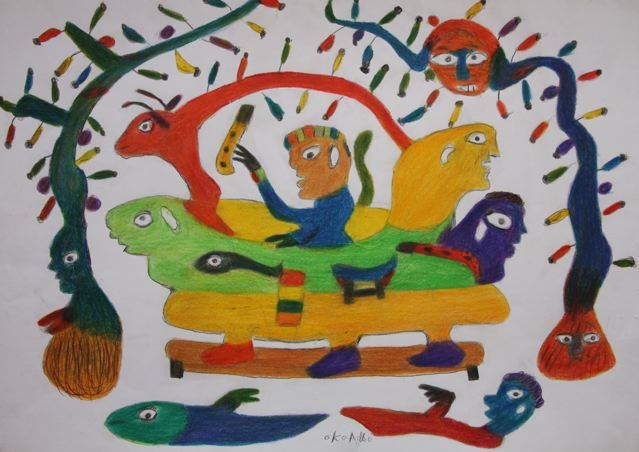
Figürliche Sänfte gezeichnet von Ataa Oko 2010

Figürlichen Sänften sind in der Regel mit dem Totem oder dem Familiensymbol ihres Benutzers verbunden. Ein Oberhaupt, dessen Familie beispielsweise den Löwen als Totem benutzt, verwendet deshalb eine Sänfte in der Form eines Löwen. Totems, sogenannte okadi, können Tiere, Pflanzen oder Gegenstände darstellen, die mit der Geschichte des Clans und mit dessen Ahnen in Verbindung stehen. Indem sich die weltlichen Oberhäupter der Ga in einer figürlichen Sänfte tragen lassen, genießen sie den Schutz der mit ihrem Totem verbundenen Ahnen. Gleichzeitig übertragen sich auch die magischen Kräfte ihres Totems auf sie selber. Gegenüber den herkömmlichen boots- oder stuhlförmigen Sänften der Akan haben die figürlichen zudem den großen Vorteil, dass sich die verschiedenen Clan-Chiefs der Ga, wenn sie in ihrer figürliche Sänfte sitzen, leicht unterscheiden und einem entsprechenden Clan zuordnen lassen. Dies ist insbesondere dann wichtig, wenn die Oberhäupter gemeinsam in Prozessionen auftreten. Die figürlichen Sänften dienen den Chiefs also zum Schutz, aber auch zur gegenseitigen Abgrenzung und zur Darstellung der familiären Identität. Mit dem Verwenden von figürlichen Sänften schaffen die Ga zudem auch gut erkennbare Unterschiede zwischen sich und den sie umgebenden Akan-Gesellschaften, die nur boots- oder stuhlförmige Sänften benutzen.

## Zur Geschichte der figürlichen Sänften
In der vorkolonialen Zeit haben die Ga keine Sänften benutzt, sondern ihre Oberhäupter auf Schultern getragen. Das Verwenden von Sänften dürften sie erst im Laufe des 19. Jahrhunderts im Rahmen einer neuen Militärorganisation von den Akwamu übernommen haben. Wann genau sie damit begannen, für ihre weltlichen Chiefs Sänften in der Form ihrer Familiensymbole herzustellen, dazu existieren keine schriftlichen Quellen. Die Ethnologin Regula Tschumi, die sich im Rahmen ihrer wissenschaftlichen Arbeit erstmals mit den figürlichen Sänften der Ga befasste, entdeckte einzig im Gold Coast Independant von 1925 einen kurzen Hinweis, dass sich in jenen Jahren der König von Accra, Ga Mantse Tacky Yaoboi, jeweils in einer Sänfte in der Form eines Elefanten während des jährlichen Homowo-Festes hatte tragen lassen. Regula Tschumi geht deshalb davon aus, dass die figürlichen Sänften bereits um 1920 in Accra benutzt wurden. Von Accra aus verbreiteten sie sich im Laufe des 20. Jahrhunderts auch auf weitere Küstenstädte der Region Greater Accra, wo sie unter anderem in Osu, La, Teshie und Nungua zum Teil noch bis in die Gegenwart verwendet werden.

## Benutzer und Hersteller der figürlichen Sänften

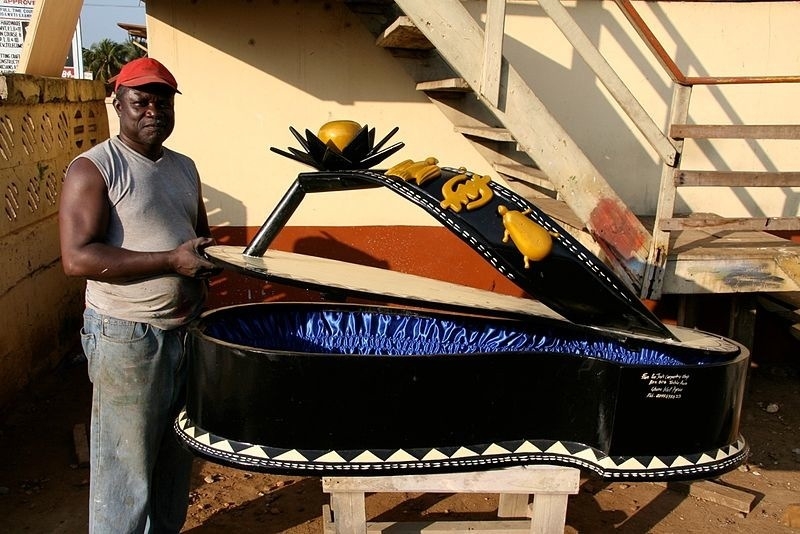
Paa Joe mit einem Sandalettensarg fürs Kunstmuseum Bern (2006)

Figürliche Sänften werden bei den Ga nur von weltlichen Sub-Chiefs, nicht aber von ihren höchsten spirituellen Führern, den wulomei, benutzt, und mit Ausnahme einiger weniger Familien in Accra und Osu dürfen bei den patrilinearen Ga anders als bei den matrilinearen Akan auch keine Frauen in Sänften sitzen. Eine figürliche Sänfte wird für jedes Oberhaupt jeweils neu auf dieses abgestimmt gebaut und erstmals bei der Thronbesteigung oder Amtseinsetzung des entsprechenden Chiefs benutzt. Danach verwenden die Ga die Sänften nur noch sehr selten anlässlich von wichtigen Prozessionen oder Festivals. Da Sänften zu den wichtigen königlichen Insignien gehören, werden sie in Stuhl- oder Ahnenhäusern aufbewahrt und dürfen nur dann hervorgeholt werden, wenn man sie auch einsetzt. Entsprechend blieben die figürlichen Sänften der Ga, anderes als die oft benutzten und auch im Ausland bekannten figürlichen Särge, außerhalb der königlichen Familien und insbesondere auf dem westlichen westlichen Kunstmarkt unbekannt.
Die figürlichen Sänften wurden schon immer von den gleichen Schreinern hergestellt, die auch figürliche Särge bauen, aber da die figürlichen Sänften bei den Ga weitgehend geheim gehalten werden, durften und dürfen die Kunsthandwerker auch nicht über die von ihnen hergestellten königlichen Insignien sprechen. Die meisten noch erhaltenen oder auch noch benutzten figürlichen Sänften wurden in den letzten 30 Jahren vom auch im Ausland bekannten Künstler Paa Joe hergestellt. Dies überrascht, denn Paa Joe war bis anhin nur als Sargkünstler bekannt.

## Figürliche Särge als Sänftenkopien

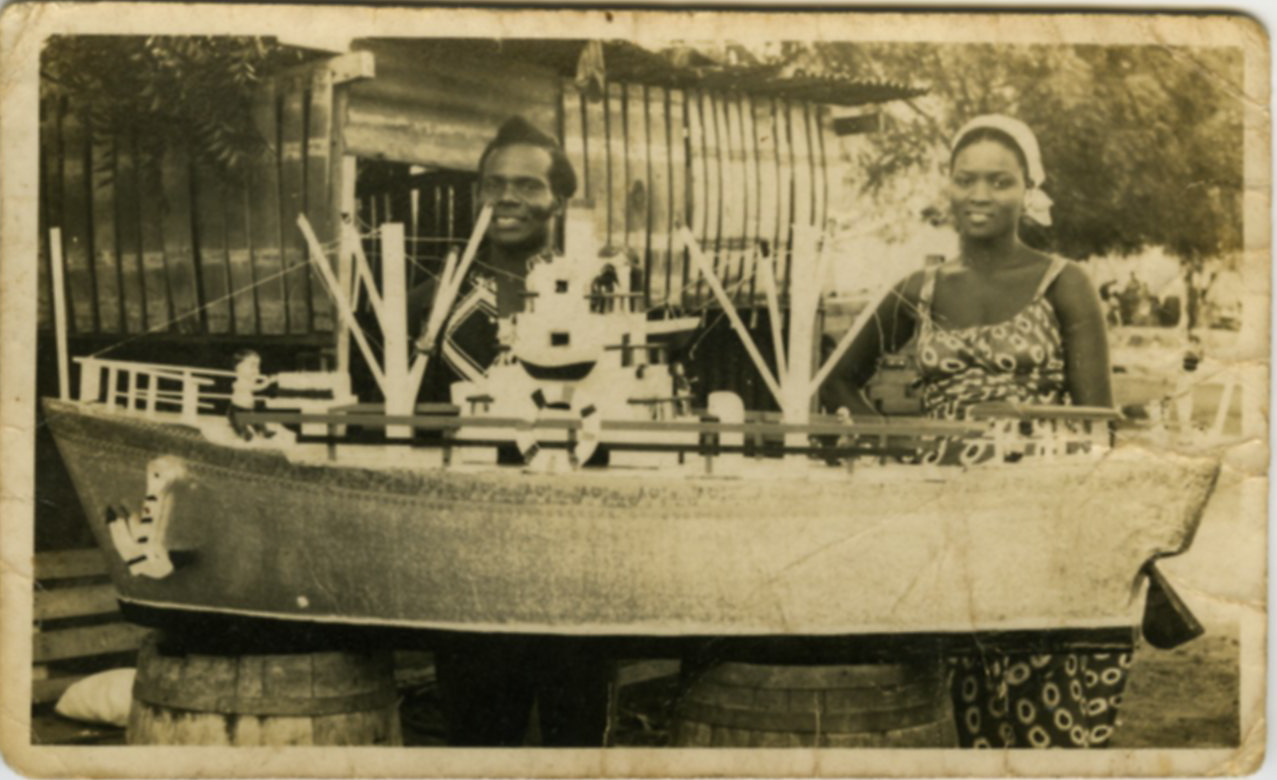
Ataa Oko mit einem Sarg in der Form eines Schiffs, um 1960

Bei den Ga sind, wie Regula Tschumi bei den initiierten Priestern und Chiefs nachweist, Amtseinsetzungen und Beerdigungsriten komplementär. Deshalb müssen diese Personen so begraben werden, wie sie ins Amt oder auf den Thron kamen. Wenn ein Chief also zu Lebzeiten eine figürliche Sänfte verwendete, so muss man diesen auch in einem figürlichen Sarg, der eine Sänftenkopie darstellt, begraben. Anders als dies erstmals vom Photo-Journalisten Thierry Secretan beschrieben wurde, haben die Ga ihre Chiefs nie in ihren figürlichen Sänften begraben, denn Sänften gehören zu den wichtigsten königlichen Insignien, und diese durften bei Ga weder früher noch heute ins Grab kommen. Regula Tschumi geht deshalb davon aus, dass all jene Familien, deren Chefs schon zu Beginn des 20. Jahrhunderts figürliche Sänften benutzt hatten, diese auch in einem ihrer Sänfte nachgebildeten figürliche Sarg bestattet haben. Und weil die Oberhäupter der Ga in der Nacht beigesetzt werden, hatte man in der Dunkelheit wohl auch lange nicht bemerkt, dass für ihre Beerdigungen nicht die Originalsänften, sondern nur deren Kopien eingesetzt wurden. Die Originalsänften blieben bei den Ga nach dem Tod ihres Benutzers im Besitz der Familie und transformierten sich zu einem geheim gehaltenen Heiligtum, über das die Familie den Kontakt zum Verstorbenen aufrechterhält.

## Figürliche Sänften und der Kunstmarkt
Während die figürliche Särge der Ga seit der Ausstellung „Les Magiciens de la terre“ auch außerhalb Ghanas berühmt wurden, so blieben die äußerlich gleich aussehenden figürlichen Sänften ganz anders nicht nur vielen Ga, sondern insbesondere auch dem westlichen Kunstmarkt bis in die Gegenwart verborgen. Allgemein ging man im Westen nach Thierry Secretan davon aus, die figürlichen Sänften würden längst nicht mehr benutzt und die alten Sänften würden nicht mehr existieren, weil man sie angeblich begraben hatte. Diese Annahme hängt unter anderem damit zusammen, dass sogar viele Ga glauben, die Sänften hätten einst auch als Särge gedient. Denn die großen Chief-Beerdigungen der Ga fanden und finden in der Nacht statt, und nicht initiierte Personen haben nur beschränkt oder gar keinen Zugang zu solchen Ereignissen. Deshalb existieren zu den großen Beerdigungsriten der Ga zu Beginn des 20. Jahrhunderts weder Fotos noch schriftliche Quellen, auf denen man etwas über sie erfahren könnte. Die ersten figürlichen Särge sind aber im Rahmen solcher Beerdigungen als Kopien der figürlichen Sänften verwendet worden. Anders als bis anhin von Thierry Secretan und anderen angenommen wurde, sind die figürlichen Särge der Ga also keine in den 1950er Jahren gemachte Erfindung eines individuellen Künstlers, sondern sie entwickelten sich direkt aus den Sänften. Erst in den 1960er Jahren kam das Verwenden von figürlichen Särgen auch bei den christlichen Ga in Mode, ein Privileg, das vorher nur der initiierten „Elite“ zugestanden hatte. Den neusten Forschungsresultaten zufolge wurden die figürlichen Särge also lediglich um 1950 von den christlichen Ga übernommen, nicht aber von deren Schreinern erfunden. Das Verwenden von Familientotems blieb aber bis in die Gegenwart den initiierten Chiefs, Priestern und Ältesten vorbehalten. Die christlichen Ga durften deshalb seit den 1960er Jahren nur Sargsymbole benutzen, die ihnen in ihrer Figürlichkeit weder mit der christlichen Kirche noch mit ihrer initiierten „Elite“ Konflikte brachten. Deshalb begannen Schreiner wie Ataa Oko (1919–2012) aus La oder Kane Kwei (1925–1992) aus Teshie zwischen 1945 und 1955 für die Christen oder nicht initiierten Ga figürliche Särge herzustellen, die in ihrer Symbolik nun neu mit dem Beruf des Verstorbenen in Verbindung standen und nicht mit dessen Totem. Seit diese figürlichen Särge in den 1970er Jahren von westlichen Kunsthändlern im alten Atelier von Seth Kane Kwei in Teshie entdeckt wurden, wurde dieser Künstler im Westen zum Erfinder einer angeblich neuen Kunstform gemacht, zu der es Thierry Sercretan zufolge keine afrikanischen Vorläufer gegeben hatte.

## Ausstellungen
Im März 2017 wurde erstmals in der Gruppenausstellung Accra: Portraits of A City in der Galerie ANO in Accra, Ghana, eine figürliche Sänfte ausgestellt. Diese Sänfte in der Form eines Papagei hatte der Künstler Kudjoe Affutu im Auftrag eines Oberhauptes im Jahr 2013 in Ghana geschaffen.